# Samuela Vunisa
Samuela Newa Vunisa (Suva, 19 agosto 1988) è un rugbista a 15 figiano internazionale per l'Italia, terza linea centro del Vicenza.

## Biografia
Dal 2009 ha vestito la maglia del Taranaki in Nuova Zelanda disputando la Air New Zealand CupCup.
Dopo aver disputato la stagione 2011-2012 in prestito al Rugby Calvisano, con cui ha vinto lo Scudetto e il Trofeo Eccellenza, nell'estate del 2012 torna alla sua squadra di provenienza.
Tuttavia dopo una trattativa durata diverse settimane, a sorpresa l'head coach del Calvisano, Andrea Cavinato annuncia in un'intervista al Giornale di Brescia nel luglio 2012 del raggiungimento dell'accordo per la rescissione del contratto col Taranaki e quindi il rientro a Calvisano di Samuela anche per la stagione 2012-13.
È stato convocato nelle giovanili della Nazionale Figiana Under 19 e Under 20.
Nell'estate del 2013 viene ingaggiato dalla franchigia italiana in Pro12 delle Zebre. Essendo eleggibile, nel 2014 ha ricevuto la sua prima convocazione internazionale con l'Italia per i consueti test match di fine anno.

## Palmarès
- Campionati italiani: 2
Calvisano: 2011-12
Petrarca: 2023-24
- Trofei Eccellenza : 1
Calvisano: 2011-12
- Premiership: 1
Saracens: 2015-16
- Champions Cup: 2
Saracens: 2015-16, 2016-17